# Vallabrègues
Vallabrègues – miejscowość i gmina we Francji, w regionie Oksytania, w departamencie Gard.
Według danych na rok 1990 gminę zamieszkiwało 1016 osób, a gęstość zaludnienia wynosiła 71 osób/km² (wśród 1545 gmin Langwedocji-Roussillon Vallabrègues plasuje się na 336. miejscu pod względem liczby ludności, natomiast pod względem powierzchni na miejscu 558.).